# Condado de Van Wert
El condado de Van Wert (en inglés: Van Wert County), fundado en 1820 y con nombre en honor al patriota Isaac Van Wart, es un condado del estado estadounidense de Ohio. En el año 2000 tenía una población de 29.659 habitantes con una densidad de población de 28 personas por km². La sede del condado es Van Wert.

## Geografía
Según la oficina del censo el condado tiene una superficie total de 1063 km² (410,4 mi²), de los que 1062 km² (410 mi²) son tierra y 1 km² (0,4 mi²) (0,10%) son agua.

## Condados adyacentes
- Condado de Paulding - norte
- Condado de Putnam - noreste
- Condado de Allen - este
- Condado de Auglaize - sureste
- Condado de Mercer - sur
- Condado de Adams - suroeste
- Condado de Allen - noroeste

## Demografía
Según el censo del 2000 la renta per cápita media de los habitantes del condado era de 39.497 dólares y el ingreso medio de una familia era de 46.503 dólares. En el año 2000 los hombres tenían unos ingresos anuales 32.377 dólares frente a los 23.859 dólares que percibían las mujeres. El ingreso por habitante era de 18.293 dólares y alrededor de un 5,50% de la población estaba bajo el umbral de pobreza nacional.

## Ciudades y pueblos
- Delphos
- Van Wert
- Convoy
- Elgin
- Middle Point
- Ohio City
- Scott
- Venedocia
- Willshire
- Wren

### Comunidades no incorporadas
| - Abanaka - Cavett - Converse - Dixon - Dull | - Glenmore - Hoaglin - Jonestown - Middlebury - Monticello | - Richey - Schumm - Seamersville - Wetsel - Wolfcale |